# Chinnenahalli, Krishnarajpet
Chinnenahalli là một làng thuộc tehsil Krishnarajpet, huyện Mandya, bang Karnataka, Ấn Độ.